# Blastema

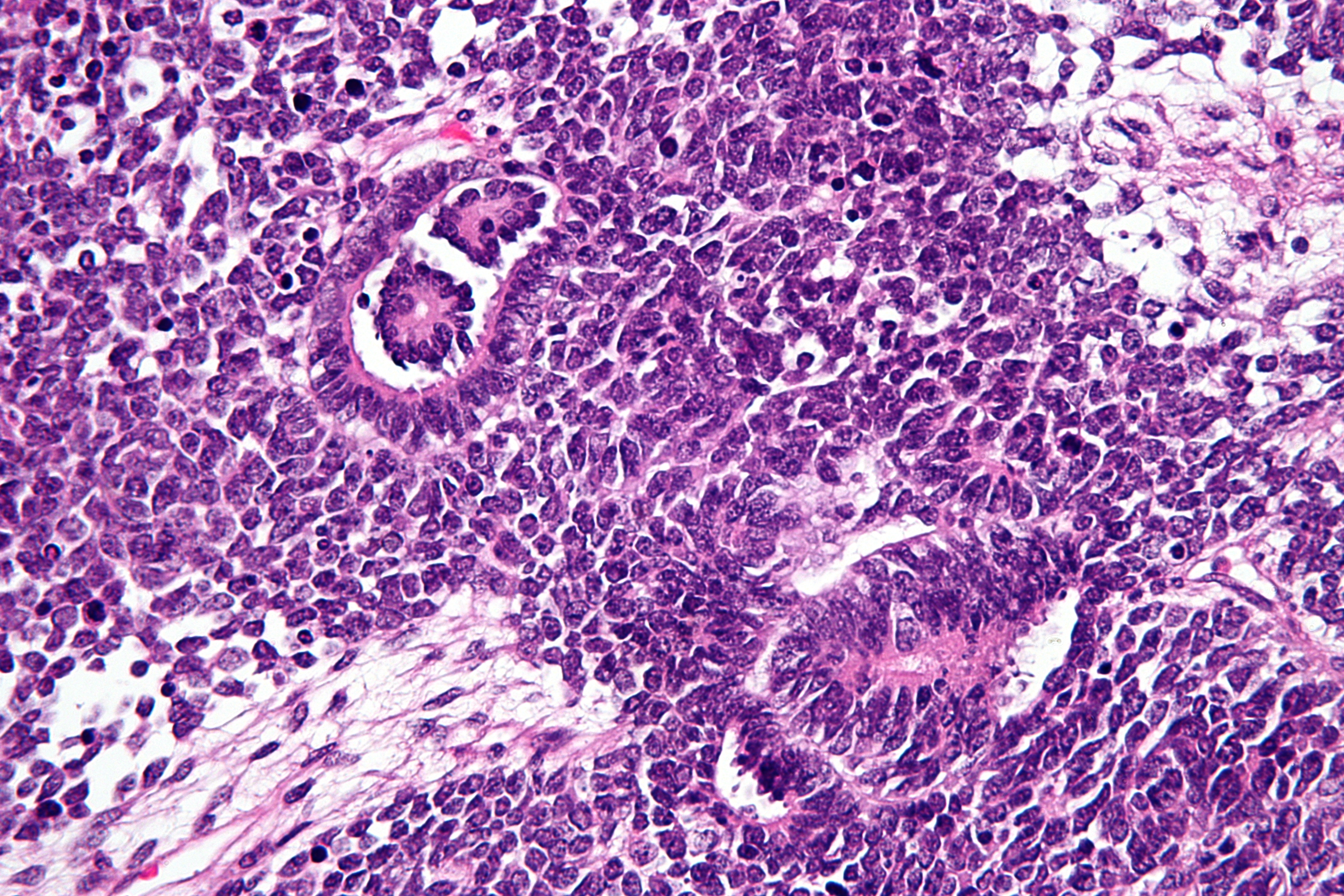
Nefroblastema

Un blastema és una massa de cèl·lules capaç de creixement i regeneració dins òrgans o parts del cos. Històricament el blastema s'entenia que estava compost de cèl·lules pluripotents indiferenciades, però la recerca recent indica que en alguns organismes el blastema pot retenir memòria de l'origen del teixit. Els blastemes típicament es troben en els estadis primerencs del desenvolupament d'un organisme, com són els embrions, i en la regeneració de teixits biològics i os.
Alguns amfibis i certes espècies de peixos i dues espècies de ratolins espinosos africans poden produir blastemes en els adults. Per exemple, la salamandra pot regenerar molts òrgans incloent la retina i l'intestí. Tanmateix, la majoria d'animals no poden produir blastemes.